# Liste des œuvres de Ernst Ludwig Kirchner
Liste des œuvres de Ernst Ludwig Kirchner.
Kirchner a peint 138 toiles des deux côtés. Kirchner motivait ce choix par le fait que la toile était trop chère. Avec des cadres appropriés, quelques-unes de ces toiles sont exposées sur leurs deux faces.

## Liste

### Huile sur toile
| Image | Titre en français                                         | Titre en allemand                            | Année              | Dimensions (cm), Numéro                                                               | Exposition / Propriétaire                                                         | Référence |
| ----- | --------------------------------------------------------- | -------------------------------------------- | ------------------ | ------------------------------------------------------------------------------------- | --------------------------------------------------------------------------------- | --------- |
|       | Jeune Fille sous une ombrelle japonaise,                  |                                              | 1906 ou 1909       |                                                                                       | Collection d'art de Rhénanie-du-Nord-Westphalie, Düsseldorf                       |           |
|       | Modèle sur fond bleu                                      | Modell auf blauem Grund                      | 1906               |                                                                                       |                                                                                   |           |
|       | Variété Parade                                            | Varietéparade                                | 1908               | 253 x 200                                                                             | Musée Städel Francfort-sur-le-Main                                                |           |
|       | Dressage de chevaux blancs                                | Schimmeldressurakt                           | 1908-1909          |                                                                                       | Musée Kirchner, Davos                                                             |           |
|       | Femme allongée en chemise blanche                         | Liegende Frau in weißem Hemd                 | 1909               | 95 x 121                                                                              | Musée Städel Francfort-sur-le-Main                                                |           |
|       | Dodo à table                                              | Dodo am Tisch                                | 1909               | 120,5 x 90                                                                            | Musée Kirchner Davos                                                              |           |
|       | Deux dames                                                | Zwei Damen                                   |                    |                                                                                       | Musée Kirchner Davos                                                              |           |
|       | Femme assise (Dodo)                                       | Sitzende Dame (Dodo)                         | 1909               |                                                                                       | Pinakothek der Moderne Munich                                                     |           |
|       | Marzella                                                  | Marzella                                     | 1909-1910          | 76 x 60                                                                               | Moderna Museet Stockholm                                                          |           |
|       | Jeune Fille assise                                        | Sitzendes Mädchen                            | 1910               | 79.3 x 89.5                                                                           | Minneapolis Institute of Arts Minneapolis                                         |           |
|       | Villa à Dresde                                            |                                              | 1910 vers          | 64 × 91 cm                                                                            | Musée des Beaux-Arts de Gand                                                      | Musée     |
|       | Marocain                                                  | Marokkaner                                   | 1909-1910          | 80,5 x 70,6                                                                           | Kunsthalle Mannheim.                                                              |           |
|       | Nus jouant sous un arbre                                  | Spielende nackte Menschen                    | 1910               | 77 x 89                                                                               | Pinakothek der Moderne, Munich                                                    |           |
|       | Autoportrait avec modèle                                  | Selbstbildnis mit Modell                     | 1910               |                                                                                       | Kunsthalle de Hambourg                                                            |           |
|       | Portrait de femme                                         |                                              | 1911               | 80.6 x 70.5                                                                           | Musée d'art, Saint-Louis (Missouri)                                               |           |
|       | Fränzi, devant une chaise sculptée                        | Fränzi, vor geschnitztem Stuhl               | 1910               |                                                                                       | Musée Thyssen-Bornemisza, Madrid                                                  |           |
|       | Nu avec chapeau                                           | Akt mit Hut                                  | 1910-1920          | 195 x 64,5                                                                            | Städel Francfort-sur-le-Main                                                      |           |
|       | Demi nu féminin avec chapeau                              | Weiblicher Halbakt mit Hut                   | 1911               |                                                                                       | Musée Ludwig, Cologne                                                             |           |
|       | Monocycliste                                              | Einradfahrer                                 | 1911               | 80 x 90                                                                               | Merzbacher Kunststiftung à Küsnacht, Suisse                                       |           |
|       | Cinq baigneuses au lac                                    | Fünf Badende am See                          | 1911               | 150,5 × 200                                                                           | Brücke-Museum à Berlin, Allemagne                                                 |           |
|       | Place Nollendorf                                          | Nollendorfplatz                              | 1912               | 69 x 60                                                                               | Stiftung Stadtmuseum, Berlin                                                      |           |
|       | Chasseur de mouettes                                      | Mövenjäger                                   | 1912               |                                                                                       | Städel Francfort-sur-le-Main                                                      |           |
|       | Variété (couple de danse anglais)                         | Varieté (Englisches Tanzpaar)                | 1912-1913          | 151 x 120                                                                             | Städel Francfort-sur-le-Main                                                      |           |
|       | Femme devant un miroir                                    | Frau vor Spiegel                             | 1913               |                                                                                       |                                                                                   |           |
|       | Portrait d'Erna Schilling                                 | Portrait der Erna Schilling                  | 1913               | 71,5 × 60,5                                                                           | Neue Nationalgalerie, Berlin                                                      |           |
|       | Domaine Staberhof à Fehmarn                               | Gut Staberhof auf Fehmarn                    | 1913               |                                                                                       | Kunsthalle de Hambourg                                                            |           |
|       | Trois Baigneuses                                          | Drei Badende                                 | 1913               |                                                                                       | Galerie d'art de Nouvelle-Galles du Sud, Sydney                                   |           |
|       | Crique sur la côte de Fehmarn                             | Bucht an der Fehmarnküste                    | 1913               |                                                                                       | Prêt d'un collectionneur privé au Städel Francfort-sur-le-Main                    |           |
|       | Le buveur (autoportrait)                                  | Der Trinker (Selbstbildnis)                  | 1914               |                                                                                       | Germanisches Nationalmuseum, Nuremberg                                            |           |
|       | Cinq femmes dans la rue (Cycle des scènes de rue))        | Fünf Frauen auf der Straße                   | 1915               | 120 x 90 WVZ 362                                                                      | Musée Ludwig, Cologne                                                             |           |
|       | Scène de rue à Berlin (Cycle des scènes de rue))          | Berliner Straßenszene                        | 1913/1914          | 121*95 WVZ 363                                                                        | Neue Galerie New York                                                             |           |
|       | La rue (Cycle des scènes de rue))                         | Die Strasse                                  | 1913               | 120,6 × 91,1 WVZ 364                                                                  | Museum of Modern Art New York                                                     |           |
|       | Scène de rue à Berlin (Cycle des scènes de rue))          | Straßenszene Berlin                          | 1913               | 69,9 × 50,8 WVZ 414 verso (Le tableau est le recto du tableau « Kopf Gräf » de 1914). | Collection privée                                                                 |           |
|       | Scène de rue à Berlin (Cycle des scènes de rue))          | Straßenszene Berlin                          | 1914-1922          | 70 × 48 WVZ 365                                                                       | Collection privée (Suisse)                                                        |           |
|       | Rue avec une cocotte rouge (Cycle des scènes de rue))     | Straße mit roter Kokotte                     | 1914-1925          | 120 × 90 WVZ 366                                                                      | Collection Hans Heinrich von Thyssen Bornemisza, Madrid                           |           |
|       | Friedrichstraße, Berlin (Cycle des scènes de rue))        | Friedrichstraße, Berlin                      | 1914               | 125 × 91 WVZ 367                                                                      | Staatsgalerie (Stuttgart)                                                         |           |
|       | Rue de Leipzig avec le tramway (Cycle des scènes de rue)) | Leipziger Straße mit Elektrischer Bahn       | 1914               | 69,5 × 79 WVZ 368                                                                     | Musée Folkwang, Essen                                                             |           |
|       | Deux femmes dans la rue (Cycle des scènes de rue))        | Zwei Frauen auf der Straße                   | 1914               | 120,5 × 91 WVZ 369                                                                    | Collection d'art du Land de Rhénanie-du-Nord-Westphalie à Düsseldorf              |           |
|       | Potsdamer Platz (Cycle des scènes de rue))                | Potsdamer Platz                              | 1914               | 200 × 150 WVZ 370                                                                     | Neue Nationalgalerie à Berlin                                                     |           |
|       | Femmes dans la rue (Cycle des scènes de rue))             | Frauen auf der Straße                        | 1915               | 126 × 90 WVZ 427                                                                      | Musée Von der Heydt à Wuppertal                                                   |           |
|       | Deux Femmes avec un lavabo (les sœurs)                    | Zwei Frauen mit Waschbecken (Die Schwestern) | 1913               | 121 x 90                                                                              | Städel Francfort-sur-le-Main (Le tableau est propriété de l'association du musée) |           |
|       | Le quai Elisabeth à Berlin                                | Elisabethufer                                | 1913               | 121 x 90                                                                              | Pinakothek der Moderne Munich                                                     |           |
|       | La Cavalière de cirque                                    | Diee Zirkusreiterin                          | 1913               | 119,8 x 99,8 n°14715                                                                  | Pinakothek der Moderne Munich                                                     |           |
|       | Pont sur le Rhin à Cologne                                | Rheinbrücke in Köln                          | 1914               | 120,5 x 91                                                                            | Neue Nationalgalerie, Berlin                                                      |           |
|       | La Tour Rouge à Halle                                     | Der rote Turm in Halle                       | 1915               | 120 x 90,5                                                                            | Museum Folkwang Essen                                                             |           |
|       | Erna avec cigarette                                       | Erna mit Zigarette                           | 1915               | 70,3 x 58,5                                                                           | Pinakothek der Moderne, Munich                                                    |           |
|       | Autoportrait en soldat                                    | Selbstbildnis als Soldat                     | 1915               |                                                                                       | Allen Memorial Art Museum Oberlin (Ohio)                                          |           |
|       | Port ouest de Francfort                                   | Frankfurter Westhafen                        | 1916               | 84 x 95                                                                               | Musée Folkwang Essen                                                              |           |
|       | Autoportrait en malade                                    | Selbstbildnis als Kranker                    | 1917-1920          | 59*69,3 n°15580                                                                       | Galerie nationale d'art moderne Munich                                            |           |
|       | Cuisine d'une cabane alpine                               | Alpküche                                     | 1918               | 121,5 x 121,5                                                                         | Musée Thyssen-Bornemisza, Madrid                                                  |           |
|       | Tinzenhorn, Zügenschlucht près de Monstein                | Tinzenhorn, Zügenschlucht bei Monstein       | 1919-1920          | 119*119                                                                               | Musée Kirchner Davos                                                              |           |
|       | Gare de Königstein                                        | Bahnhof Königstein                           | 1916               | 90*80                                                                                 | Collection particulière                                                           |           |
|       | Vaches au coucher du soleil                               | Kühe bei Sonnenuntergang                     | entre 1908 et 1919 |                                                                                       | Albertina, Vienne                                                                 |           |
|       | Vaches dans la forêt                                      | Kühe im Wald                                 | 1920               |                                                                                       |                                                                                   |           |
|       | Le salon                                                  | Das Wohnzimmer                               | 1921               |                                                                                       | Kunsthalle de Hambourg                                                            |           |
|       | Deux frères M. (Mardersteig)                              | Zwei Brüder M. (Mardersteig)                 | 1921               |                                                                                       | Pinakothek der Moderne                                                            |           |
|       | Femme nue à la fenêtre                                    | Nackte Frau am Fenster                       | 1923               |                                                                                       |                                                                                   |           |
|       | Promenade en luge                                         | Schlittenfahrt                               | 1923               |                                                                                       | Germanisches Nationalmuseum, Nuremberg                                            |           |
|       | Davos du nord-ouest                                       | Davos von Nordwesten                         | 1924-1926          |                                                                                       | Musée Kirchner, Davos                                                             |           |
|       | Davos avec église (Davos en été)                          | Davos mit Kirche (Davos im Sommer)           | 1925               |                                                                                       | Musée Kirchner, Davos                                                             |           |
| 100px | Tête du peintre (autoportrait)                            | Kopf des Malers (Selbstbildnis)              | 1925               | 60 x 50                                                                               | Musée Kirchner, Davos                                                             |           |
| 100px | Tête d'homme (autoportrait)                               | Männerkopf -Selbstbildnis                    | 1926               |                                                                                       | Musée Kirchner, Davos                                                             |           |
| 100px | Deux nus dans la forêt II                                 | Zwei Akte im Wald II                         | 1926               |                                                                                       | Musée Städel, Francfort-sur-le-Main.                                              |           |
| 100px | Intérieur avec deux filles                                | Interieur mit zwei Mädchen                   | 1926               |                                                                                       | Germanisches Nationalmuseum Nuremberg                                             |           |
|       | Une communauté d'artiste                                  | Eine Künstlergemeinschaft                    | 1927               | 168*126                                                                               | Musée Ludwig, Cologne                                                             |           |
|       | Vue de Bâle et du Rhin                                    | Blick auf Basel und Rhein                    | 1927-1928          | 119.9 x 201                                                                           | Musée d'art, Saint-Louis                                                          |           |
|       | Dodo et son frère                                         | Dodo und sein Bruder                         |                    |                                                                                       |                                                                                   |           |
| 100px | Femmes nues sur la Waldwiese                              | Nackte Frauen auf Waldwiese                  | 1928               |                                                                                       | Pinacothèque d'art moderne Munich                                                 |           |
|       | Femme nue allongée                                        | Nackte liegende Frau                         | 1931               | 150 x 90                                                                              | Musée Kirchner de Davos                                                           |           |
|       | Archers                                                   | Bogenschützen                                | 1935/1937          | 195 x 130                                                                             | Musée Kirchner de Davos                                                           |           |
|       | La toilette - Femme au miroir                             | Toilette - Frau vor dem Spiegel              | 1913/1920          | 101 x 76                                                                              | Musée national d'art moderne Paris                                                |           |
|       | Les Amoureux                                              | Liebespaar                                   | 1921/1923          | 59 x 69                                                                               | Musée national d'art moderne Paris                                                |           |
|       | Troupeau de moutons                                       | Schafherde                                   | 1938               | 101 x 120                                                                             | Brücke-Museum de Berlin                                                           |           |

### Gravure sur bois
| Image | Titre en français                                                     | Titre en allemand                                                          | Année | Dimensions (cm)                                                 | Exposition / Propriétaire / Remarques |
| ----- | --------------------------------------------------------------------- | -------------------------------------------------------------------------- | ----- | --------------------------------------------------------------- | ------------------------------------- |
|       | Danseuses nues                                                        | Nackte Tänzerinnen                                                         | 1909  | composition (irrégulière) : 36,5 x 53,4 ; feuille : 42,8 x 67,2 | Museum of Modern Art, New York        |
|       | Nu allongé au chat,                                                   |                                                                            | 1912  | 6,3 x 9,3                                                       |                                       |
|       | Femme boutonnant sa chaussure                                         | Frau, Schuh zuknöpfend                                                     | 1912  | composition (irrégulière) : 31 x 25 ; feuille : 34 x 30,7       | Museum of Modern Art, New York        |
|       | Tête de Madame Nolde                                                  | Kopf Frau Nolde                                                            | 1906  | composition (irreg.) : 67 x 38 ; feuille (irreg.) : 73.7 x 55.8 | Museum of Modern Art, New York        |
|       | Tête de Ludwig Schames (marchand d'art)                               | Kopf von Ludwig Schames                                                    | 1918  |                                                                 |                                       |
|       | Discussion                                                            | Diskussion                                                                 | 1913  | composition (irreg.) : 74.8 x 59 ; feuille : 83.8 x 60.6        | Museum of Modern Art, New York        |
|       | Grotesques                                                            | Grotesken                                                                  | 1913  | composition (irreg.) : 59.1 x 48.3 ; feuille : 70.6 x 56.7      | Museum of Modern Art, New York        |
|       | Portrait de Frau Marie-Luise Binswanger                               | Portrait Frau Marie-Luise Binswanger                                       | 1917  | composition (irrégulière) : 54,8 x 21,5 ; feuille 58,5 x 27,8   | Museum of Modern Art, New York        |
|       | Henry Van de Velde                                                    | Henry Van de Velde                                                         | 1917  | 50 x 40                                                         |                                       |
|       | Baigneuses entre des pierres blanches - Trois jeunes femmes à Fehmarn | Badende Frauen zwischen weissen Steinen - Drei badende Mädchen auf Fehmarn | 1912  | 28,7 x 27,5                                                     |                                       |
|       | Portrait de Jean Arp                                                  | Porträt von Jean Arp                                                       | 1929  | 35,4 x 31,6                                                     | Musée national d'art moderne, Paris   |

### Gravure colorée survélin
| Image  | Titre en français    | Titre en allemand | Année | Dimensions (cm)           | Exposition / Propriétaire / Remarques   |
| ------ | -------------------- | ----------------- | ----- | ------------------------- | --------------------------------------- |
|        | Nuit de lune d'hiver | Wintermondnacht   | 1919  | 29,5 × 29,5 / 36,7 × 32,3 | Städel Francfort-sur-le-Main            |
|        | Junkerboden (Davos)  | Junkerboden       | 1919  | 41 × 67 / 32,7 × 60,2     | Collection privée                       |
| 100px] | Course cycliste      | Radrennen         | 1927  |                           | Villa Grisebach à Berlin-Charlottenburg |

### Encre sur papier
| Image | Titre en français | Titre en allemand | Année | Dimensions (cm) | Exposition / Propriétaire / Remarques                         |
| ----- | ----------------- | ----------------- | ----- | --------------- | ------------------------------------------------------------- |
|       | Danseuses         | Tanzerinnen       | 1912  | 44.8 × 34.9     | Musée Solomon R. Guggenheim, New York                         |
|       | Scène de rue      | Strassenszene     | 1914  | 54.3 x 39.4     | Museum of Modern Art, New York, Encre et aquarelle sur papier |

### Lithographie
| Image | Titre en français | Titre en allemand | Année | Dimensions (cm)                                                   | Exposition / Propriétaire / Remarques |
| ----- | ----------------- | ----------------- | ----- | ----------------------------------------------------------------- | ------------------------------------- |
|       | Table de dîner    | Dinertafel        | 1912  | 66,04 *32,38                                                      | Musée Solomon R. Guggenheim, New York |
|       | Madame A.S.       | Frau A.S.         | 1913  | composition (irreg.) : 67 x 38 ; feuille (irreg.) : 73.7 x 55.8   | Museum of Modern Art, New York        |
|       | Danseur           | Tanzer            | 1913  | Feuille : 60 x 76 ; composition : 53.3 x 68.8                     | Museum of Modern Art, New York        |
|       | Moulin sur l'eau  | Mühle am Wasser   | 1926  | composition (irreg.) : 60 x 79.5 ; feuille (irreg.) : 63.5 x 80.3 | Museum of Modern Art, New York        |

### Statue de bois
| Image | Titre en français | Titre en allemand        | Année | Dimensions (cm) | Exposition / Propriétaire / Remarques |
| ----- | ----------------- | ------------------------ | ----- | --------------- | ------------------------------------- |
|       | Femme dansant     | Tanzende Frau            | 1911  |                 |                                       |
|       | Adam. Nu masculin | Adam. Männliche Aktfigur | 1921  | 169,6 x 40 x 31 |                                       |